# Pienzo di Poitiers
Pienzo (VI secolo – Poitiers, circa 564) è stato vescovo di Poitiers, verso la metà del VI secolo, venerato come santo dalla Chiesa cattolica.
Secondo le varie liste episcopali di Poitiers, riassunte da Louis Duchesne, Pienzo (Pientius) sarebbe il 27º vescovo della diocesi, ma solamente il 4º documentato storicamente a partire da sant'Ilario.
Non si conosce l'anno esatto in cui Pienzo divenne vescovo. Il suo predecessore, Daniele, è attestato una sola volta, in occasione della sua partecipazione al concilio d'Orléans del 541. Nella vita di santa Radegonda si racconta che il vescovo Pienzo e il duca Austrapio aiutarono considerevolmente la santa a costruire il suo monastero a Poitiers; questo fatto è cronologicamente posto all'incirca verso il 544, epoca dunque in cui Pienzo era già succeduto a Daniele.
Poco altro si conosce di questo santo. Secondo quanto racconta Gregorio di Tours nella Historia Francorum, dopo la morte di Clotario I († 561) gli fu dato come successore Austrapio, che fu ordinato vescovo, ma che decise di ritirarsi apud Sellense castrum, ossia Champtoceaux, ed aspettare la morte di Pienzo prima di prendere possesso della diocesi. La morte di Pienzo è posta all'incirca verso il 564, benché non ci siano dati certi su questo evento.
Secondo il Chronicon Malleacensis insulae, durante il suo episcopato Pienzo edificò una chiesa a Maille, che, dopo la sua morte, divenne luogo di pellegrinaggio in suo onore.
L'odierno Martirologio Romano, riformato a norma dei decreti del Concilio Vaticano II, ha inserito la memoria di san Pienzo al 13 marzo ricordandolo con queste parole: